# Suchý vrch (Góry Starohorskie)
Suchý vrch (884 m) – szczyt w Starohorskich Wierchach na Słowacji. Znajduje się w ich południowo-zachodniej części. Stoki południowo-wschodnie opadają do Banskiej doliny, północno-zachodnie do dolinki niewielkiego potoku będącego dopływem Starohorskiego potoku, w kierunku południowo-zachodnim opada grzbiet ze szczytem Končitý vrch (796 m).
Suchý vrch jest całkowicie porośnięty lasem. Znajduje się w otulinie Parku Narodowego Niżne Tatry i nie prowadzi przez niego żaden szlak turystyczny. Zbocza przecinają drogi leśne.